# Lapinsaari (ö i Finland, Lappland, Rovaniemi, lat 66,07, long 26,46)
Lapinsaari är en ö i Finland. Den ligger i sjön Saukkojärvi och i kommunen Ranua i den ekonomiska regionen  Rovaniemi ekonomiska region  och landskapet Lappland, i den norra delen av landet, 700 km norr om huvudstaden Helsingfors. Öns area är 3,1 hektar och dess största längd är 230 meter i öst-västlig riktning.